# Tu chính Hiến pháp Trung Hoa Dân Quốc
Tu chính Hiến pháp Trung Hoa Dân Quốc, hay gọi đầy đủ là Các Điều sửa đổi, bổ sung Hiến pháp Trung Hoa Dân quốc (tiếng Trung: 中華民國憲法增修條文, Trung Hoa Dân Quốc Hiến pháp Tăng tu điều văn), là bản tu chính hiến pháp cần thiết trong bối cảnh Trung Hoa Dân quốc đặt ở Đài Loan. Văn bản thường đính kèm theo Hiến pháp gốc, có lời mở đầu riêng, và các điều khoản được sắp xếp theo thứ tự khác.
Từ năm 1991 các Điều sửa đổi, bổ sung là luật cơ bản của Đài Loan, được sửa đổi lần cuối năm 2005.

## Đặc điểm

### Vùng Tự do
Sau cuộc Nội chiến Trung Quốc, Chính phủ Trung Hoa Dân quốc mất hết sự điều khiển lãnh thổ đại lục, làm việc tổ chức bầu cử toàn quốc khó khăn nên các Điều sửa đổi, bổ sung lập ra Vùng Tự do (chữ Hán phồn thể: 自由地區, Quan thoại Đài Loan: Zìyóu Dìqū, tiếng Phúc Kiến Đài Loan: Chū-iû Tē-khu, tiếng Khách Gia Đài Loan: Chhṳ-yù Thi-khî) để định rõ lãnh thổ và dân số thuộc về chủ quyền thật tế của chính quyền. Chỉ công dân ở Vùng Tự do mới có thể hoàn toàn hành sử các quyền chính trị và công dân, bao gồm quyền bỏ phiếu.

### Bầu cử tổng thống trực tiếp
Các Điều sửa đổi, bổ sung quy định Tổng thống do dân Vùng Tự do bầu lên. Cuộc bầu cử trực tiếp đầu tiên tổ chức năm 1996. Theo nguyên Hiến pháp thì Tổng thống do Quốc dân Đại hội bầu gián tiếp.

### Cải cách chính phủ và cải tổ
Các Điều sửa đổi, bổ sung cải tổ chính phủ Trung Hoa Dân Quốc từ chế độ đại nghị thành chế độ bán tổng thống. Quốc dân Đại hội bị giải thể và các quyền hành của cơ quan sau do công dân Vùng Tự do hành sử trực tiếp. Ngũ viện được duy trì, nhưng bây giờ hoạt động giống tam quyền phương Tây hơn.

### Trưng cầu ý dân hiến pháp
Sau khi các Điều sửa đổi, bổ sung được phê chuẩn ngày 7 tháng 6 năm 2005, tu chính án hiến pháp hoặc việc thay đổi lãnh thổ đất nước phải được quá nửa cử tri Vùng Tự do phê chuẩn trong cuộc trưng cầu ý dân sau khi được đa số ba phần tư các Lập pháp Viện chấp nhận. Trước kia thì chỉ cần Quốc dân Đại hội phê chuẩn.

## So sánh cơ cấu tổ chức
Chế độ chính trị hiện tại do các Điều sửa đổi, bổ sung 2005 quy định.
| Cơ cấu chính phủ         | Nguyên Hiến pháp (1947) | Các Điều sửa đổi, bổ sung (2005) |
| ------------------------ | --- | --- |
| Nguyên thủ quốc gia      | Tổng thống và Phó Tổng thống do Quốc dân Đại hội bầu riêng, có nhiệm kỳ 6 năm. | Tổng thống và Phó tổng thống ứng cử chung một liên danh, do công dân Vùng Tự do bầu ra, có nhiệm kỳ 4 năm, giới hạn 2 nhiệm kỳ. |
| Người đứng đầu chính phủ | Viện trưởng Hành chính viện do Tổng thống đề cử và được Lập pháp Viện phê chuẩn. | Viện trưởng Hành chính viện do Tổng thống bổ nhiệm. |
| Lập pháp                 | Chế độ ba viện: Quốc dân Đại hội, Lập pháp viện và Giám sát viện. - Đại biểu Quốc dân Đại hội dân cử, có nhiệm kỳ 6 năm - Ủy viên Lập pháp viện dân cử, có nhiệm kỳ 3 năm - Thành viên Giám sát viện do các Hội đồng địa phương bầu ra, có nhiệm kỳ 6 năm. | Chế độ một viện: Lập pháp viện. - Quốc dân Đại hội bị giải thể và những quyền hạn do công dân Vùng Tự do thực hiện trực tiếp. - 113 ủy viên Lập pháp viện dân cử, có nhiệm kỳ 4 năm. - Giám sát viện chỉ là cơ quan kiểm toán, gồm 29 thành viên do Tổng thống đề cử và Lập pháp Viện phê chuẩn, có nhiệm kỳ 6 năm. |
| Tư pháp                  | Đại thẩm phán do Tổng thống bổ nhiệm, có Giám sát Viện phê chuẩn, có nhiệm kỳ suốt đời | 15 Đại thẩm phán do Tổng thống bổ nhiệm, có Lập pháp Viện phê chuẩn, có nhiệm kỳ 8 năm |
| Chính quyền địa phương   | Chế độ hai cấp: cấp tỉnh và cấp huyện | Tỉnh được đơn giản hóa, huyện và thành phố của tỉnh trực thuộc Hành chính viện. |

## Điều khoản
Các Điều sửa đổi, bổ sung được tu chính bảy lần từ thập niên 90.
| Tu chính án | Ngày phê chuẩn           | Cơ quan phê chuẩn         | Ngày hữu hiệu            | Tổng thống     | Chú thích                                      |
| ----------- | ------------------------ | ------------------------- | ------------------------ | -------------- | ---------------------------------------------- |
| 1st         | Ngày 22 tháng 4 năm 1991 | Quốc dân Đại hội khóa I   | Ngày 1 tháng 5 năm 1991  | Lý Đăng Huy    | Các Điều sửa đổi, bổ sung ban hành             |
| 2nd         | Ngày 27 tháng 5 năm 1992 | Quốc dân Đại hội khóa II  | Ngày 28 tháng 5 năm 1992 | Lý Đăng Huy    |                                                |
| 3rd         | Ngày 28 tháng 7 năm 1994 | Quốc dân Đại hội khóa II  | Ngày 1 tháng 8 năm 1994  | Lý Đăng Huy    |                                                |
| 4th         | Ngày 18 tháng 7 năm 1997 | Quốc dân Đại hội khóa III | Ngày 21 tháng 7 năm 1997 | Lý Đăng Huy    |                                                |
| 5th         | Ngày 3 tháng 9 năm 1999  | Quốc dân Đại hội khóa III | Ngày 15 tháng 9 năm 1999 | Lý Đăng Huy    | Bị Tư pháp Viện bãi bỏ trong Giải thích số 499 |
| 6th         | Ngày 24 tháng 4 năm 2000 | Quốc dân Đại hội khóa III | Ngày 25 tháng 4 năm 2000 | Lý Đăng Huy    |                                                |
| 7th         | Ngày 7 tháng 6 năm 2005  | Quốc dân Đại hội lâm thời | Ngày 10 tháng 6 năm 2005 | Trần Thủy Biển | Hiện hành                                      |

Hiện tại các Điều sửa đổi, bổ sung gồm có 12 điều khoản:
- Điều 1: Trưng cầu ý dân về tu chính án hiến pháp và thay đổi lãnh thổ đất nước
- Điều 2: Tổng thống và Phó Tổng thống
- Điều 3: Viện trưởng và Hành chính Viện
- Điều 4: Lập pháp Viện
- Điều 5: Tư pháp Viện
- Điều 6: Khảo thí Viện
- Điều 7: Giám sát Viện
- Điều 8: Lương bổng thành viên Lập pháp Viện
- Điều 9: Chính quyền địa phương
- Điều 10: Quốc sách cơ bản
- Điều 11: Quan hệ lưỡng bờ (các quyền và nghĩa vụ của dân Vùng Tự do với Đại lục)
- Điều 12: Thủ tục sửa đổi hiến pháp

## Đường dẫn ngoài
- Các Điều sửa đổi, bổ sung Hiến pháp trên Phủ Tổng thống, Trung Hoa Dân quốc (Đài Loan)
- Bản dịch tiếng Anh các Điều sửa đổi, bổ sung Hiến pháp (cải cách 2005)
- Bản dịch Hiến pháp của Taiwan Documents Project
- Ngày hiến pháp và chính phủ lập hiến